# Quinto Fábio Máximo Serviliano
Quinto Fábio Máximo Serviliano (em latim: Quintus Fabius Maximus Servilianus) foi um político da gente Fábia da República Romana eleito cônsul em 142 a.C. com Lúcio Cecílio Metelo Calvo. Serviliano, como indica seu agnome, nasceu na gente Servília e foi adotado por Quinto Fábio Máximo Emiliano. Era irmão biológico do cônsul em 141 a.C., Cneu Servílio Cepião, e pai de Quinto Fábio Máximo Eburno, cônsul em 116 a.C..

## Carreira

Mapa da Hispânia na época de Máximo Serviliano

Não se sabe muito de seus primeiros anos de vida, mas acredita-se que tenha sido pretor em 145 a.C.. Em 142 a.C., foi eleito cônsul com Lúcio Cecílio Metelo Calvo e serviu na Hispânia Ulterior na Guerra Lusitana. Comandou duas legiões, trezentos ginetes númidas e uma dezena de elefantes, um total de 16 000 soldados e 1 600 cavaleiros.
Durante seu mandato e nos dois anos seguinte, como procônsul, conseguiu derrotar Viriato em combate. Conquistou diversas cidades lusitanas e enfraqueceu o exército inimigo; capturou e assassinou cerca de quinhentos líderes rebeldes e mostrou-se implacável com os desertores romanos, ordenando que lhes fossem cortadas as mãos antes de serem vendidos como escravos. Em seguida, invadiu o coração da Lusitânia. Porém, em 140 a.C., Máximo Serviliano foi derrotado enquanto os romanos tentavam capturar Erisane e, em fuga, seu exército acabou emboscado num passo de montanha perto da Serra Morena. Serviliano se rendeu incondicionalmente e negociou um tratado com Viriato, pelo qual os lusitanos poderiam manter as terras que ainda possuíam e Viriato seria reconhecido como amigo e aliado de Roma.
O sucessor de Serviliano no governo da Hispânia, Quinto Servílio Cepião, não aceitou o tratado e continuou a guerra.
Ele era membro do Colégio de Pontífices e Valério Máximo lhe atribuiu uma censura, não confirmada pelos Fastos.